# Flachaemus knysnana
Flachaemus knysnana är en insektsart som beskrevs av Van Stalle 1988. Flachaemus knysnana ingår i släktet Flachaemus och familjen kilstritar. Inga underarter finns listade i Catalogue of Life.